# 正旋舞歌
正旋舞歌（来自古希腊文：στροφή）是一首奥德诗中的第一部分。该格律形式由品达等一些诗人确立。

## 种类
- 1隻韻文叫 monostiche；
- 2隻韻文叫 distique；
- 3隻韻文叫 tercet；
- 4隻韻文叫 quatrain；
- 5隻韻文叫 quintil；
- 6隻韻文叫 sizain；
- 7隻韻文叫 septain；
- 8隻韻文叫 huitain；
- 9隻韻文叫 neuvain；
- 10隻韻文叫 dizain；
- 11隻韻文叫 onzain；
- 12隻韻文叫 douzain。

## 相關參見
- 奥德诗的后两部分：回舞歌和长短句交替
- 抒情诗#欧美